# 帕濟尼亞基
50°2′8″N 23°22′32″E / 50.03556°N 23.37556°E
帕濟尼亞基（烏克蘭語：Пазиняки），是烏克蘭的村落，位於該國西部利沃夫州，由亞沃里夫區負責管轄，始建於1910年，面積0.27平方公里，海拔高度263米，2001年人口158，人口密度每平方公里593.98人。